# أوكلاهوما سيتي بلو
أوكلاهوما سيتي بلو (بالإنجليزية: Oklahoma City Blue)‏ هو فريق كرة سلة تأسس في سنة 2001 يقع مقره في أوكلاهوما سيتي. يلعب في دوري الرابطة الوطنية لفئة التطوير. من لاعبيه كزافييه هنري، جوش هويستيس، كاليب تارشفسكي وكريس رايت.

## وصلات خارجية
- الموقع الرسمي